# Podebłocie
Podebłocie – wieś sołecka w Polsce, położona w województwie mazowieckim, w powiecie garwolińskim, w gminie Trojanów.
W latach 1975−1998 miejscowość administracyjnie należała do województwa siedleckiego.
W miejscowości znajduje się szkoła podstawowa oraz gimnazjum, a w 2007 została założona Ochotnicza Straż Pożarna.
Wierni Kościoła rzymskokatolickiego należą do parafii św. Antoniego w Życzynie.

## Historia
We wczesnym średniowieczu w tej okolicy była osada przygrodowa. W czasie badań archeologicznych na jej terenie odkryto wiele zabytków poczynając od młodszego paleolitu. Stwierdzono nawet zabytki tzw. kultury niemeńskiej. Najciekawsze jednak są trzy gliniane tabliczki pokryte znakami, a datowane na przełom VIII oraz IX w. Są to najstarsze wczesnośredniowieczne zabytki pisma na ziemiach polskich. Odczytanie ich sprawia duże trudności. Na pierwszej, największej z nich, wyryty jest pierwszy ślad pisma na polskich ziemiach: greckie litery IΧςH, czyli monogram imienia Chrystusa z literą H (tj. greckie N: Nika – zwyciężaj), który oznacza Iesos Christos Nika – Jezu Chryste zwyciężaj. Druga tabliczka nosi napis Jezus Chrystus. Trzeciej, zawierającej najwięcej znaków, nie udało się odczytać. Wiadomo, że słowa te nie zostały napisane przez Polaka, zaś wzmianka o Chrystusie pojawia się blisko 100 lat przed chrztem Polski. Historycy przypuszczają, że autorem napisów mógł być jeniec-niewolnik chrześcijański lub kupiec, który zawędrował na tereny Polski z Moraw lub Bizancjum.

## Integralne części wsi
| SIMC    | Nazwa  | Rodzaj    |
| ------- | ------ | --------- |
| 0692570 | Stasin | kolonia   |
| 0692587 | Życzyn | część wsi |

W gminie Trojanów jest też wieś Życzyn.

## Osoby urodzone w Podebłociu
- Edward Kiełtyka (1920–1988) – polski artysta malarz
- Emilia Jabłonowska – polska pisarka, autorka m.in. książki Wilczy apetyt[9]